# Samurai Sentai Shinkenger
Samurai Sentai Shinkenger (侍戦隊シンケンジャー, Samurai Sentai Shinkenjā) is de 33e Super Sentai-serie, geproduceerd door Toei Company. De serie werd uitgezonden van 15 februari 2009 tot 7 februari 2010, en telt 49 afleveringen.

## Verhaal
300 jaar geleden vocht een groep samoerai tegen de Gedoushu, wezens afkomstig uit de Sanzu (de rivier tussen de wereld van de levenden en het hiernamaals). Leider van deze samoerai was het hoofd van de Shiba-familie. De Gedōshū werden verslagen en teruggedrongen de rivier in.
In het heden doen de Gedoushu een nieuwe poging de wereld te veroveren. Takeru Shiba, het 18e hoofd van de Shiba-familie, rekruteert daarom vier mensen die net als hij sinds hun jeugd zijn opgeleid tot samoerai om samen met hem de Samoerai Sentai Shinkenger te worden. Samen slagen ze erin om de eerste aanvallen van de Gedōshū af te slaan.
Naarmate de serie vordert leren de vijf meer samoeraitechnieken. Ook wordt het team in aflevering 17 uitgebreid met Shinkengold, een jeugdvriend van Takeru. Tevens komt een geheim aan het licht over Takeru; hij is niet het echte 18e hoofd van de Shiba maar enkel een plaatsvervanger van het echte familiehoofd; Kaoru Shiba.

## Personages

### Shinkengers
De Shinkengers gebruiken de kanjikracht genaamd "Mojikara" (モヂカラ, Mojikara) als energiebron. Om te veranderen in hun shinkengervorm tekenen ze met een speciale kalligrafiepen hun kanjisymbool in de lucht.
- Takeru Shiba/Shinken Red (志葉 丈瑠／シンケンレッド, Shiba Takeru/Shinken Reddo): de leider van de Shinkengers. Lange tijd wordt aangenomen dat hij het 18e hoofd is van de Shiba-familielijn, en een afstammeling van de middeleeuwse Japanse landsheren. Hij is al sinds zijn jeugd opgeleid om de familietraditie voort te zetten. Door zijn opvoeding is hij erg arrogant en trots, maar geeft diep van binnen wel om zijn teamgenoten. De anderen refereren aan hem als "heer". Hij blijft in elke situatie rustig. In aflevering 45 blijkt hij slechts een dienaar te zijn van het ware hoofd van de Shiba-familie. Hij moet hierna zijn plaats als Shinkenred tijdelijk afstaan. In de laatste aflevering wordt hij benoemd tot erfgenaam van de Shiba-familie, en officieel het 19e hoofd. Zijn element is vuur.
- Ryunosuke Ikenami/Shinken Blue (池波 流ノ介／シンケンブルー, Ikenami Ryūnosuke/Shinken Burū): Een zeer serieuze jonge man die ervan droomt ooit een kabuki-acteur te worden, ondanks dat zijn ouders willen dat hij een samoerai wordt. Hij is een eenling, maar neemt zijn rol in het team erg serieus. Ryunosuke is tevens de technisch expert van het team. Zo komt hij het vaakst met een nieuwe combinatiemogelijkheid van de mecha van het team. Zijn element is water.
- Mako Shiraishi/Shinken Pink (白石 茉子／シンケンピンク, Shiraishi Mako/Shinken Pinku): Mako is een zachtaardige jonge vrouw die vecht voor haar idealen. Ze houdt van kinderen, en werkte dan ook voordat ze een Shinkenger werd bij een kleuterschool. Haar moeder was ook een Shinkenger. Haar element is lucht.
- Chiaki Tani/Shinken Green (谷 千明／シンケングリーン, Tani Chiaki/Shinken Gurīn): Hoewel hij altijd opgewekt en eerlijk is, voelt Chiaki er eigenlijk niets voor om een Shinkenger te worden. Hierdoor botst zijn karakter geregeld met dat van Takeru. Hij is de zwakste van de groep daar hij zijn training nooit heeft afgemaakt. Hij is echter een groot strateeg, met een aanleg voor verrassingsaanvallen. Zijn element is hout.
- Kotoha Hanaori/Shinken Yellow (花織 ことは／シンケンイエロー, Hanaori Kotoha/Shinken Ierō): Een vrouw met een zuiver hart, die werkt in een bamboewinkel. Ze is een zeer ervaren vechter. Ze nam de plaats van haar oudere zus in als Shinkenger toen die ziek werd. Ze heeft vaak last van een minderwaardigheidscomplex, waardoor ze zichzelf als een hinder voor haar teamgenoten ziet. Haar element is aarde.
- Genta Umemori/Shinken Gold (梅盛 源太／シンケンゴールド, Umemori Genta/Shinken Gōrudo): Een jeugdvriend van Takeru. Hij was de zoon van een sushiverkoper die vroeger bij Takeru op de hoek woonde en werkt nu zelf als Sushikok. Hij heeft zichzelf de vaardigheden van een samoerai bijgebracht. Hij maakt zijn debuut in aflevering 17. Genta is in veel opzichten Takeru’s tegenpool. Zo is hij hyperactief en altijd opgewekt. Hij heeft veel van zijn aanvalstactieken vernoemd naar sushisoorten.
- Kaoru Shiba/Shinken Red (志葉 薫／シンケンレッド, Shiba Kaoru/Shinken Reddo), het ware hoofd van de Shiba-familie. Ze liet lange tijd Takeru haar plaats innemen om zelf buiten schot te blijven. Nadat ze zichzelf eindelijk bekendmaakt in aflevering 45, neemt ze tijdelijk Takeru's plaats in als Shinkenred. Daarmee is ze de eerste vrouwelijke rode ranger in een super sentai-serie ooit. Aan het eind van de serie treedt ze af als familiehoofd, en maakt Takeru tot haar opvolger.

### Bondgenoten
- Hikoma Kusakabe (日下部 彦馬, Kusakabe Hikoma): Takeru's trainer en voogd. Hij is de mentor van het team. Op Takeru na noemen de Shinkengers hem altijd "Jii" (ジイ, Jii, ("oude man" of "samoerai")).
- Kuroko (黒子): gemaskerde, geheel in het zwart geklede, personages die achter de schermen taken uitvoeren voor de Shinkengers.
  - Sakutaro Komatsu (小松 朔太郎, Komatsu Sakutarō): een Kuroko die de familie diende ten tijde van Takeru's vader. De dood van de vorige Shiba maakte dat hij zijn wil verloor om de familie nog langer te dienen. Hij ging als visser werken tot Ryunosuke hem aan zijn ware roeping herinnerde.
- Mitsuba Hanaori (花織 みつば, Hanaori Mitsuba): Kotoha's oudere zus. Zij was eigenlijk voorbestemd om Shinken Yellow te worden, maar ze werd onverwacht ziek en liet daarom Kotoha haar plaats innemen.
- Tsukasa Kadoya (門矢 士, Kadoya Tsukasa), alias Kamen Rider Decade (仮面ライダーディケイド, Kamen Raidā Dikeido). Hij bezoekt in aflevering 21 de wereld van de Shinkengers.
- Shiba Retsudō (志葉 烈堂): het eerste hoofd van de Shiba-familie, die 300 jaar terug de oorlog tegen de Gedoushu begon. Hij wordt gezien in de film.

### Gedoushu
De Gedoushu (外道衆, te vertalen als "Heretic Party") zijn kwaadaardige geesten die leven in de Sanzu (三途の川, Sanzu-no-kawa). Ze wonen in een grote jonk, en vallen de aarde aan in de hoop de Sanzu de aarde te laten overstromen zodat ze deze over kunnen nemen. Ze werden 18 generaties geleden al eens verslagen door een groep samoerai. Ze zijn allemaal gebaseerd op yokai en andere wezens uit Japanse folklore.
- Blood Feast Doukoku (血祭ドウコク, Chimatsuri Dōkoku): De leider van de Gedōshū. Hij krijgt geregeld woede-aanvallen die alleen kunnen worden getemperd met sake. Hij werd eeuwen terug opgesloten door de eerste Shinkenred, maar kon ontsnappen omdat het zegel niet goed was aangebracht. In de laatste aflevering laat hij de Sanzu overstromen en bevecht de Shinkengers eigenhandig. Hij wordt verslagen in zijn normale vorm door ShinkenBlue, en in zijn reusachtige vorm door Shinkenoh.
- Thin-Skinned Dayū (薄皮太夫, Usukawa Dayū): Doukoku's rechterhand, en de enige tegen wie hij nooit kwaad is. Ze houdt van het verzamelen van mooie voorwerpen. Ze was ooit een menselijke vrouw, en had toen een relatie met Juzo. Ze offert zichzelf uiteindelijk op om Doukoku sterker te maken.
- Bony Shitari (骨のシタリ, Hone no Shitari): De strateeg van de Gedōshū's, die mensen enkel beschouwt als proefkonijnen voor zijn experimenten. Hij bezit geschriften van de Shibaclan die meer onthullen over de eerste oorlog tussen de Shinkengers en de Gedōshū.
- Juzo Fuwa (腑破 十臓, Fuwa Jūzō, 7-): een mysterieuze Gedōshū die grotendeels zijn eigen agenda volgt. Hij schijnt meer over de ware kracht van de Sanzurivier te weten de andere Gedōshū. Hij was lang geleden een menselijke zwaardvechter, die nog levend de Sanzu betrad en zo een Gedounin; een half-mens, half-Gedōshū die vrij kan bestaan in beide werelden. Hij is in de serie de rivaal van Takeru. Hij wordt in een duel door Takeru verslagen.
- Akumaro Sujigarano (筋殻 アクマロ, Sujigarano Akumaro): een Gedoushu generaal met zes ogen. Hij is een meester in de duistere kunsten, en maakt plannen die vaak gevaarlijke gevolgen hebben op de lange termijn. Hij kan monsters maken genaamd Kirigami (切神).
- Manpuku Aburame (脂目 マンプク, Aburame Manpuku): de primaire antagonist in de film Samurai Sentai Shinkenger The Movie: The Fateful War. Hij is de leider van de Kusare Gedoushu (クサレ外道衆, Kusare Gedōshū, "Decayed Heretic Party"), een groep machtige Gedoushu die drie eeuwen geleden werden opgesloten door Restudo Shiba. Hij wordt vernietigd door Kyoryu Shinken-Oh.
- Nanashi Company (ナナシ連中, Nanashi Renjū): de soldaten van de Gedōshū's. Ze kennen ook een subgroep genaamd de Ōnanashi (大ナナシ, Ōnanashi), die kolossale afmetingen hebben.
- Sakamata (サカマタ, Sakamata): de elitesoldaten van de Gedoushu. Ze hebben grote krokodilachtige hoofden en kunnen vuurballen afschieten. Ook zij kennen een reusachtige variant genaamd de Ōnosakamata (大ノサカマタ, Ōnosakamata).
- Ayakashi (アヤカシ, Ayakashi): oude geesten die door de Gedōshū worden ingezet voor hun plannen. Elke Ayakashi heeft twee levens. Na te zijn gedood op normaal formaat, komen ze weer als reus tot leven. Ze kunnen maar tijdelijk in de mensenwereld blijven daar ze water van de Sanzu nodig hebben om te blijven bestaan.

## Origami
De Origami (折神, Origami) zijn de mecha van de Shinkengers.
De vijf primaire origami hebben een embleemmode en een diermode. De Shinkengers dragen de origami normaal in embleemmode bij zich, en laten ze met behulp van een kalligrafieteken uitgroeien tot kolossaal formaat voor gevechten. De andere origami worden opgeroepen via speciale schijven, die de Shinkengers om hun zwaard kunnen bevestigen.
- Shishi Origami (獅子折神, Shishi Origami): Shinkenreds leeuw-origami.
- Ryu Origami (龍折神, Ryū Origami), Shinkenblue’s draak-origami.
- Kuma Origami (熊折神, Kuma Origami), Shinkengreen’s beer-origamie
- Saru Origami (猿折神, Saru Origami), Shinkenyellow’s aap-origami
- Kame Origami (亀折神, Kame Origami), Shinkenpink’s zeeschildpad-origami.
- Kabuto Origami (兜折神, Kabuto Origami): een oranje origami gemodelleerd naar een neushoornkever. Tweede origami van Shinkenred.
- Kajiki Origami (舵木折神, Kajiki Origami): een zeilvis-orgiami opgeroepen met de Kajiki Disk.
- Tora Origami (虎折神, Tora Origami): een witte tijger-orgigami met boorachtige poten.
- Ika Origami (烏賊折神, Ika Origami): een blauw-witte pijlinktvis-Origami. De persoonlijke Origami van Shinkengold.
- Ebi Origami (海老折神, Ebi Origami): Shinken Gold's tweede origami; een die hij zelf heeft gemaakt. Ebi Orgiami is een goudkleurige kreeft, die vooral zijn scharen als wapens gebruikt. Hij kan veranderen in Daikai-Oh
- Kyoryu Origami (恐竜折神, Kyōryū Origami): een rood-zwarte dinosaurus origami, meestal in de vorm van een Kyoryumaru (キョウリュウマル, Kyōryūmaru), een Shinkenmaru-achtig wapen. Werd gebruikt door de originele Shinkenred 300 jaar geleden.
- Ushi Origami (牛折神, Ushi Origami): een grote rode os-orgigami, die een zwarte kar voorttrekt. Deze origami werd oorspronkelijk gemaakt door de inwoners Mount Tsunobue, maar bleek onbeheersbaar. Daarom werd hij in de berg opgesloten tot de Ushi Disk werd uitgevonden, waarmee hij eindelijk beheerst kon worden.

### Mecha
- Samurai Gattai Shinken-Oh (侍合体シンケンオー, Samurai Gattai Shinken'ō): de combinatie van de vijf primaire Origami. Vecht met een zwaard en schild. De Shinkengers besturen hem vanuit een centrale cockpit.
  - Kabuto Shinken-Oh (カブトシンケンオー, Kabuto Shinken'ō): combinatie waarbij de Kabuto-origami een nieuwe helm vormt voor Shinken-oh. In deze versie beschikt Shinken-oh over een vuurwapen genaamd de Kabuto Great Revolving Cannon (兜大回転砲, Kabuto Daikaitenhō).
  - Kajiki Shinken-Oh (カジキシンケンオー, Kajiki Shinken'ō): combinatie van Shinken-Oh met de Kajiki origami. In deze vorm is Shinken-Oh gewapend met een dubbelzijdig zwaard, welke kan worden bevestigd aan zijn helm voor de Kajiki Single-Blow (舵木一刀両断, Kajiki Ittō Ryōdan).
  - Tora Shinken-Oh (トラシンケンオー, Tora Shinken'ō): combinatie van Shinken-oh met Tora Origami. Zijn wapen is de Tora Drill Charge (虎ドリル突撃, Tora Doriru Totsugeki).
  - Super Samurai Gattai Tenku Shinken-Oh (超侍合体, テンクウシンケンオー, Chō Samurai Gattai Tenkū Shinken'ō): combinatie van Shinken-Oh met zowel Kabuto, Kajaki als Tora Origami. Deze versie van Shinken-Oh kan vliegen en heeft als aanval de Tenku Bamboo Slice (天空唐竹割り, Tenkū Karatake Wari).
  - Kyoryu Shinken-Oh (キョウリュウシンケンオー, Kyōryū Shinken'ō): combinatie met de Kyoryu Origami. Deze versie van Shinken Oh is gewapend met een zwaard genaamd de Kyoryuto (恐竜刀, Kyōryūtō, Dinosaur Katana).

- Samurai Giant Daikai-Oh (侍巨人ダイカイオー, Samurai Kyojin Daikaiō, Ocean King): de persoonlijke mecha van Shinkengold. Ebi Oriami kan veranderen in deze mecha. Daikai-Oh heeft vier verschillende gezichten, die elk een ander wapen en gevechtstechniek met zich meebrengen. De vier gezichten zijn voorzien van de kanji van de vier windstreken. Zijn wapens zijn de Ebi klauwen, een waaier, twee katana’s en de Ebi Claws Reversing Hands (海老ばさみ本手返し, Ebibasami Honte Gaeshi).
  - Ika Daikai-Oh (イカダイカイオー, Ika Daikaiō): combinatie van Daikai-Oh met de Ika Origami. In deze mode vormt Ika Origami een zwaard voor Daikai-Oh. Zijn aanval is de Squid Crash (槍烏賊突貫, Yariika Tokkan).

- True Samurai Gattai Daikai Shinken-Oh (真侍合体ダイカイシンケンオー, Shin Samurai Gattai Daikai Shinken'ō): de combinatie van Shinken-Oh en Daikai-Oh. De Ebi Origami wordt in deze vorm een gouden harnas voor Shinken-Oh. Zijn aanval is de Niten Ichi-ryū Turbulence Slash (二天一流乱れ斬り, Niten Ichi-ryū Midaregiri)

- Secret Lantern Daigoyou (秘伝提灯ダイゴヨウ, Hiden Chōchin Daigoyō, [ζ]Daigoyou): een robot gemaakt uit een lantaarn door Genta. Hij kan met de andere mecha meevechten. Zijn technieken zijn de Daigoyou Big Lighting (ダイゴヨウ大点灯, Daigoyō Daitentō) en de Daigoyou Big Spin (ダイゴヨウ大回転, Daigoyō Daikaiten). Zijn sterkste aanval is de Secret Disk Turbulence Shot (秘伝ディスク乱れ撃ち, Hiden Disuku Midareuchi), waarbij hij schijven afvuurt uit zijn lichaam.[1] Daigoyou kan tevens combineren met de primaire mecha van Shinken Blue, Yellow, Pink en Green tot een sterkere vorm.

- Samurai Giant Mougyu-Daioh (侍巨人モウギュウダイオー, Samurai Kyojin Mōgyūdaiō): een robot gevormd uit de Ushi Origami en zijn kar. Mougyu-Daioh is gewapend met de Bull Cannon (猛牛砲, Mōgyūhō). Zijn sterkste aanval is de Bull Great Revolving Cannon (猛牛大回転砲, Mōgyū Daikaitenhō).[2]

- All Samurai Gattai Samuraihaoh (全侍合体サムライハオー, Zen Samurai Gattai Samuraihaō): de combinatie van alle elf Origami (behalve de Kyoryu Origami). De gissha van de Ushi Origami wordt bij deze combinatie een platform voor Daikai-Shinkenoh, terwijl de IkaTenku Buster zich vastmaakt aan de rug van Mougyudaioh. Daikai-Shinkenoh's armen worden vervangen door Mougyudaioh's armen met de boren van de Tora Origami's eraan. Deze combinatie kan niet zelfstandig bewegen, maar verplaatst zich met behulp van de Ushi Origami's gissha. Zijn aanval is de Modikara Great Shot Circle (モヂカラ大弾円, Mojikara Daidan'en).
  - All Samurai Gattai Samuraihaoh white kyoryu origami: In deze combinatie komt kyoryu origami en combineert met samuraiha-oh.In feite veranderd er niks behalve dat Ha-oh een kolossaal groot zwaard krijgt. Deze combinatie wordt alleen in episode 43 gevormd. sterkste aanval: dai samurai gerenkin(gigantische slash)

### Andere combinaties
- Samurai Gattai DaiTenku (侍合体ダイテンクウ, Samurai Gattai Daitenkū): een vogelachtige mechacombinatie opgebouwd uit Kabuto, Kajaki en Tora Origami.
- True Samurai Armament IkaTenku Buster (真侍武装イカテンクウバスター, Shin Samurai Busō Ikatenkū Basutā): een groot canon gevormd door de Kabuto, Kajiki, Tora, en Ika Origami. Kan als wapen worden gebruikt door de andere mechacombinaties.

## Afleveringen
1. Gallant Appearance of the Five Samurai (伊達姿五侍, Date Sugata Go Samurai)
2. Stylish Combination (極付粋合体, Kiwametsuki Ikina Gattai)
3. Skill Extermination Contest (腕退治腕比, Udetaiji Udekurabe)
4. Nightly Tears of Sympathy (夜話情涙川, Yowanasake Namidagawa)
5. Kabuto Origami (兜折神, Kabuto Origami)
6. The Abusive King (悪口王, Waruguchiō)
7. Marlin Fishing (舵木一本釣, Kajiki Ippontsuri)
8. Brides Spirited Away (花嫁神隠, Hanayome Kamikakushi)
9. The Tiger's Rebellion (虎反抗期, Tora no Hankōki)
10. Great Sky Combination (大天空合体, Daitenkū Gattai)
11. Mitsudomoe Strife (三巴大騒動, Mitsudomoe Ōsōdō)
12. Historically First Super Samurai Combination (史上初超侍合体, Shijō Hatsu Chō Samurai Gattai)
13. Heavy Cries (重泣声, Omoi Nakigoe)
14. The Foreign Samurai (異国侍, Ikoku no Samurai)
15. The Imposter and Real Deal's Arrest (偽物本物大捕物, Nisemono Honmono Ōtorimono)
16. Kuroko Power (黒子力, Kuroko no Chikara)
17. Sushi Samurai (寿司侍, Sushi Samurai)
18. Samurai Promotion (侍襲名, Samurai Shūmei)
19. Learning the Samurai Disposition (侍心手習中, Samuraigokoro Tenaraichū)
20. Ebi Origami Transformation (海老折神変化, Ebi Origami Henge)
21. Father/Son Bears (親子熊, Oyakoguma)
22. Lord Butler (殿執事, Tono Shitsuji)
23. Rampaging Gedoushu (暴走外道衆, Bōsō Gedōshū)
24. True Samurai Combination (真侍合体, Shin Samurai Gattai)
25. Dream World (夢世界, Yume Sekai)
26. Decisive Match Number One (決戦大一番, Kessen Ōichiban)
27. Switched Lives (入替人生, Irekae Jinsei)
28. Lantern Samurai (提灯侍, Chōchin Samurai)
29. Runaway Lantern (家出提灯, Iede Chōchin)
30. Manipulated Academy (操学園, Ayatsuri Gakuen)
31. Kyoryu Origami (恐竜折神, Kyōryū Origami)
32. Ushi Origami (牛折神, Ushi Origami)
33. Great Bull King (猛牛大王, Mōgyū Daiō)
34. Fatherly Love, Girlish Innocence (親心娘心, Oyagokoro Musumegokoro)
35. The Eleven Origami, The Complete Combination (十一折神全合体, Jūichi Origami Zen Gattai)
36. The Curry Samurai (加哩侍, Karē Samurai)
37. The Epic Glue Battle (接着大作戦, Setchaku Daisakusen)
38. The Showdown with the Rifle Squad (対決鉄砲隊, Taiketsu Teppōtai)
39. The Very Urgent First Aid Emergency (救急緊急大至急, Kyūkyū Kinkyū Daishikyū)
40. The General Heads to the Front Lines (御大将出陣, Ontaishō Shutsujin)
41. The Sent Words (贈言葉, Okuru Kotoba)
42. Two Centuries' Ambition (二百年野望, Nihyakunen no Yabō)
43. One Last Sword (最後一太刀, Saigo no Hitotachi)
44. The Eighteenth Head of the Shiba House (志葉家十八代目当主, Shiba Ke Jūhachidaime Tōshu)
45. The Impersonator (影武者, Kagemusha)
46. The Showdown Clash (激突大勝負, Gekitotsu Ōshōbu)
47. Bonds (絆, Kizuna)
48. The Final Great Decisive Battle (最後大決戦, Saigo no Daikessen)
49. The Samurai Sentai is Eternal (侍戦隊永遠, Samurai Sentai Eien ni)

### Film
Samurai Sentai Shinkenger The Movie: The Fateful War (侍戦隊シンケンジャー銀幕版　天下分け目の戦, Samurai Sentai Shinkenjā Ginmakuban Tenkawakeme no Tatakai): de Shinkengerfilm die op 8 augustus 2009 verscheen. Speelt zich af tussen afleveringen 22 en 23, en is opgenomen in 3D.

### Crossovers
De serie bevat een cross-over met de serie Kamen Rider Decade; de eerste Super Sentai/Kamen Rider cross-over ooit. Deze cross-over vindt grotendeels plaats als onderdeel van Kamen Rider Decade, maar de personages uit Decade zijn ook even te zien in aflevering 21.
Tevens is er een cross-over special met de serie Go-Onger: Samurai Sentai Shinkenger vs. Go-onger Ginmaku Bang!! (侍戦隊シンケンジャーVSゴーオンジャー銀幕BANG!!, Samurai Sentai Shinkenjā Bui Esu Gōonjā Ginmakuban)

## Cast
- Verteller: Hironori Miyata (宮田 浩徳, Miyata Hironori)
- Takeru Shiba/Shinken Red: Tori Matsuzaka (松坂 桃李, Matsuzaka Tōri)
- Ryunosuke Ikenami/Shinken Blue: Hiroki Aiba (相葉 弘樹, Aiba Hiroki)
- Mako Shiraishi/Shinken Pink: Rin Takanashi (高梨 臨, Takanashi Rin)
- Chiaki Tani/Shinken Green: Shogo Suzuki (鈴木 勝吾, Suzuki Shōgo)
- Kotoha Hanaori/Shinken Yellow: Suzuka Morita (森田 涼花, Morita Suzuka)
- Genta Umemori/Shinken Gold: Keisuke Sohma (相馬 圭祐, Sōma Keisuke)
- Hikoma Kusakabe: Gorou Ibuki (伊吹 吾郎, Ibuki Gorō)
- Juzo Fuwa: Mitsuru Karahashi (唐橋 充, Karahashi Mitsuru)
- Doukoku Chimatsuri: Rintaro Nishi (西 凛太朗, Nishi Rintarō, Stem)
- Dayu Usukawa: Romi Park (朴 璐美, Paku Romi, Stem)
- Bony Shitari: Chō (チョー, Stem)

## Amerikaanse bewerking
Shinkenger leek met het stoppen van Power Rangers na het 17e seizoen (RPM) de eerste Super Sentai-serie sinds Choujin Sentai Jetman te zijn waarvan het beeldmateriaal niet gebruikt zou worden voor de productie van een Power Rangers-serie. In de loop van 2010 werd bekend dat Saban de Power Rangers-serie heeft teruggekocht van Disney en alsnog een seizoen produceert op basis van Shinkenger. Dit seizoen heet Power Rangers Samurai.